# E95 (trasa europejska)
E95 – trasa europejska bezpośrednia północ-południe, biegnąca z Petersburga w Rosji przez Białoruś, Ukrainę do Merzifon w Turcji.

## Galeria

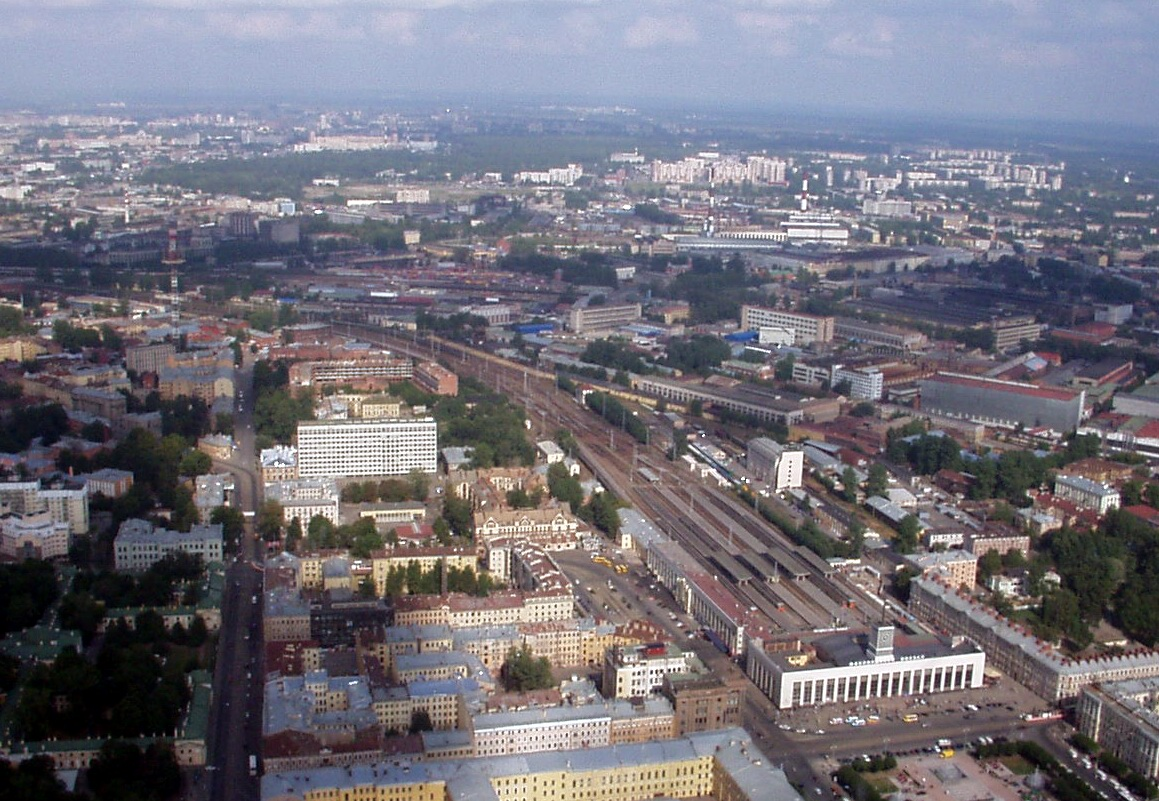
Sankt Petersburg
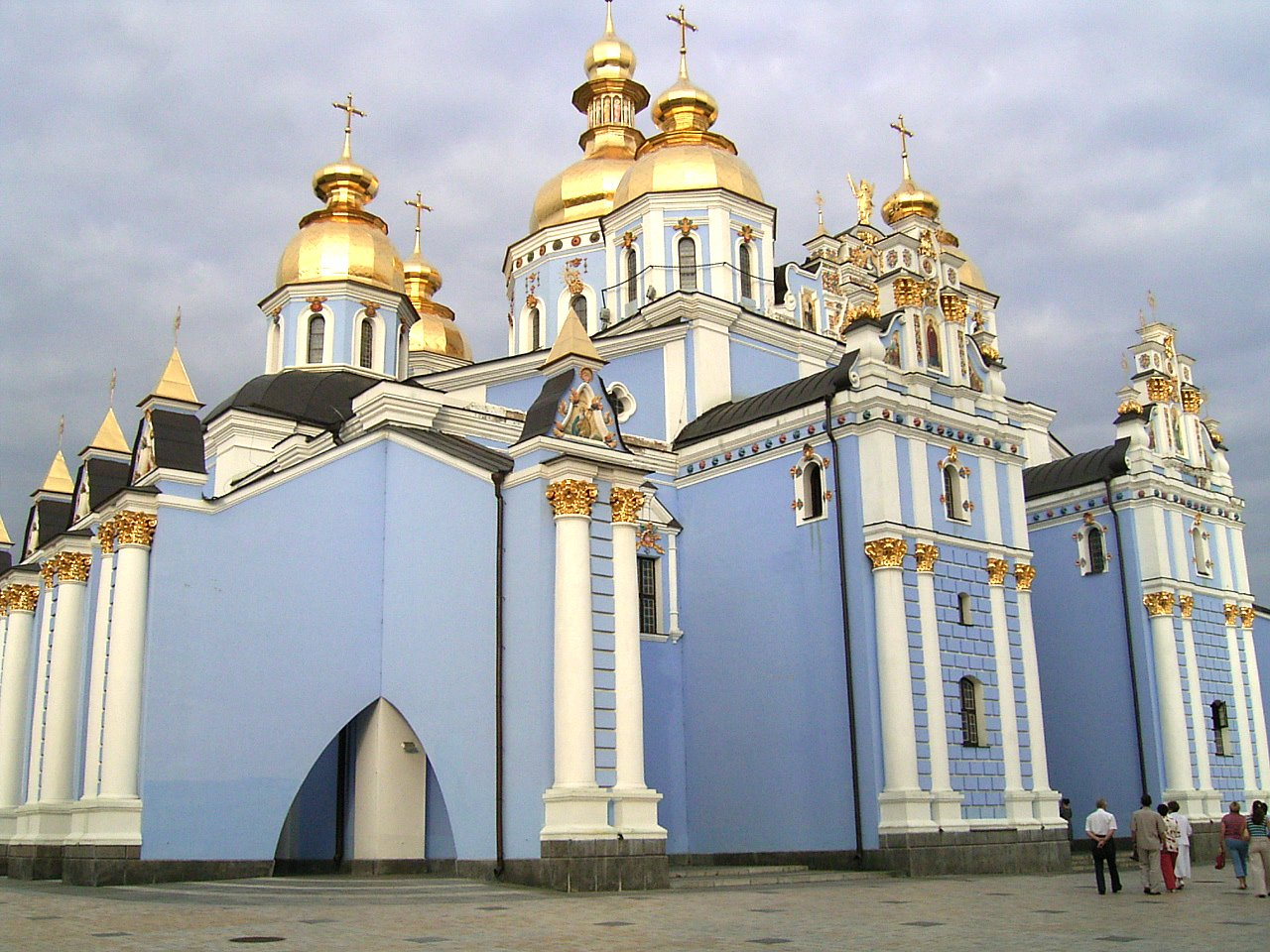
Katedra św. Michała w Kijowie
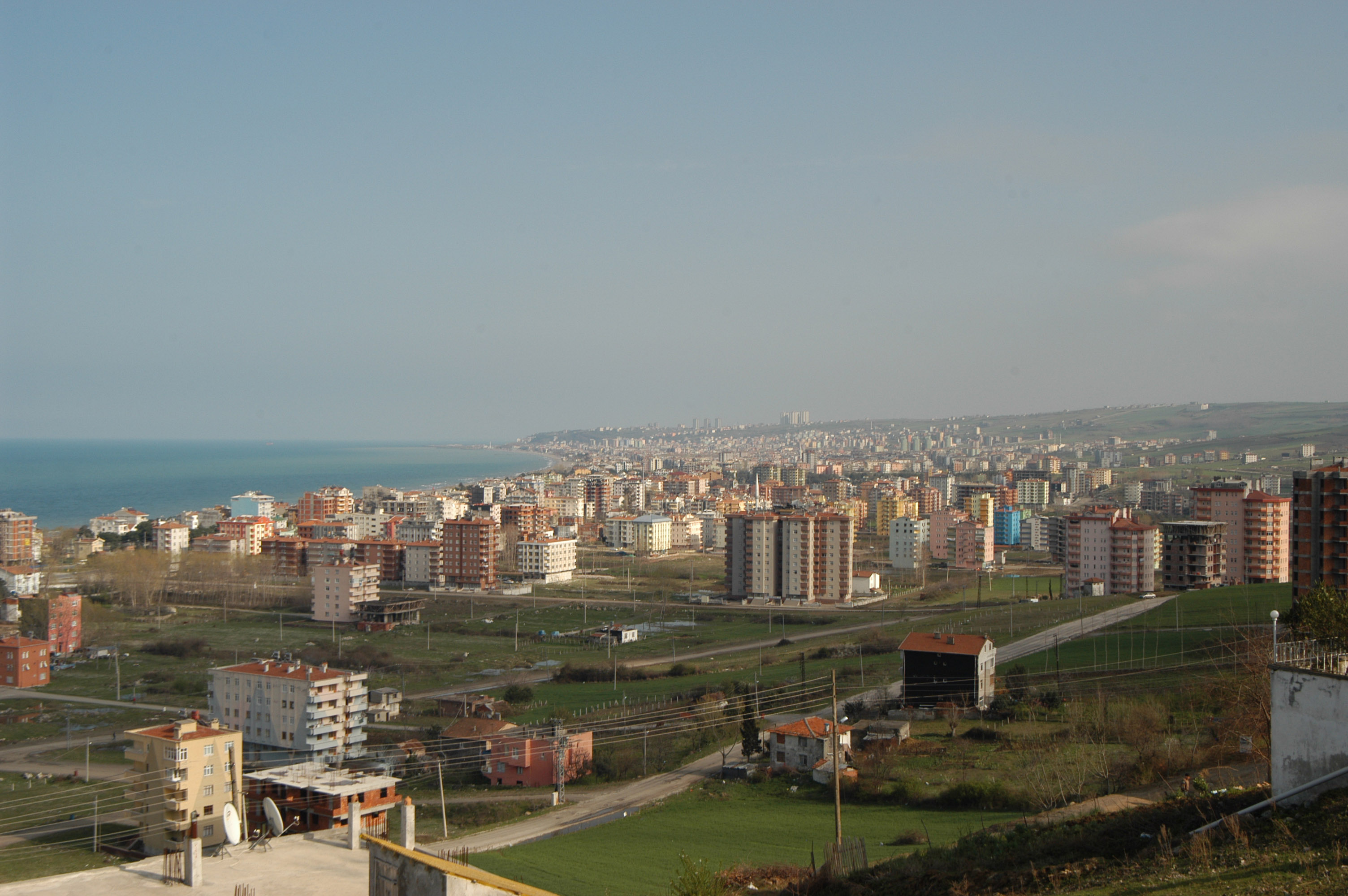
Samsun w Turcji